# Куцина (вождь)
Куцина (лат. Cutzinas или лат. Cusina, ср.-греч. Κουτζίνας или ср.-греч. Κουτζίνής) — афро-римский вождь. Первоначально возглавлял антивизантийское восстание в регионе, однако был разбит и бежал. После этого источники упоминают его уже как союзника византийцев и участника подавления нового восстания. После разгрома мятежников Куцина возглавил могущественную берберскую конфедерацию и получал субсидии от Византии. Однако в дальнейшем новый наместник отказал в выплатах и казнил его в январе 563 года.

## Биография
Куцина родился в смешанной семье: его отец происходил из местных берберов, а мать была римского происхождения. После того как византийцы отвоевали Северную Африку у варваров-вандалов в ходе одноимённой войны 533—534 годов, здесь произошёл ряд восстаний местных берберских племён, недовольных новыми господами. Куцину в связи с этими событиями упоминает историк Прокопий Кесарийский, который являлся их очевидцем. Он пишет, что вождь был одним из лидеров повстанцев в провинции Бизацена наряду с Эсдилом, Медисиной и Иурфутом. Весной 535 года они потерпели поражение от византийского военачальника Соломона в битве при Маммесе (южнее современной Айн-Джелулы) и сражении на горе Бургаон, из-за чего Куцина был вынужден бежать на запад к горам Орес в Нумидии, где искал защиты у правителя местных берберов Иауды.
В 544 году Куцина, согласно эпической поэме «Иоаннида» афро-римского писателя Флавия Крескония Кориппа (который в принципе его часто упоминает как «верного союзника римлян»), являлся союзником византийцев и другом Соломона. В том же году ранее подавленное византийским военачальником берберское восстание в регионе вспыхнуло вновь на территории Триполитании, после чего быстро перекинулось на основные африканские владения империи, где берберы сражались против греков под руководством вождя Антала. На сей раз Куцина выступил на стороне Византии и перевёл на их сторону свой народ, «mastraciam». Однако в этом же году мятежники убили Соломона в бою и нанесли поражение византийской армии, благодаря чему захватили инициативу в Африке.
В конце 545 года Куцина, проведя тайные переговоры с Гунтаритом, командующим византийцев, совместно с войсками Иауды Нумидийского присоединился к мятежникам Антала и поддерживающим его берберам из Бизацены и выступил в поход на Карфаген, столицу византийской Африки. Здесь он вступил в тайный сговор с византийским наместником Ареобиндом, однако затем вновь заключил союз с Гунтаритом и сопровождал его армию, передав свою мать и сына в качестве заложников. Он нагнал Антала у Адрумета и разбил его.
Зимой 546/47 годов Куцина и его люди участвовали в очередной битве против Антала под общим командованием Иоанна Троглиты (византийский наместник в Ливии), которая закончилась решительной победой объединённой армии и разгромом мятежников. Летом того же 547 года Троглита вручил вождю высшее византийское воинское звание magister militum и, возможно, несколько других, после чего Куцина сопровождал грека в ходе его кампании против триполитанских племён под командованием Каркасана. Он выступал за решительное наступление против противника при Марте, где византийская армия потерпела тяжёлое поражение от мятежников. Зимой 547/48 годов состоялась ссора между Куциной и Ифисдаем, ещё одним берберским союзником Византии. Она грозила перейти в полноценный вооружённый конфликт, однако своевременное вмешательство Иоанна смогло его предотвратить. Весной того же года Куцина присоединился к армии Иоанна в его борьбе против Антала. Под его командование тогда находились 30 тысяч берберов и, возможно, некоторое количество римских солдат. Благодаря их поддержке Иоанн был спасён от полного поражения из-за используемой берберами тактики выжженной земли. Троглита смог преодолеть кризис в своих войсках и повести армию в наступление на мятежников. Куцина стал участником в том числе и последовавшей битвы на катонских полях, которая закончилась решительной победой византийцев: Каркасан был убит, а Антал и оставшиеся в живых вожди перешли на сторону Византии. После этой победы Куцина стал предводителем всех берберских племён региона и даже получал постоянные субсидии от властей империи. Под его властью оказалась могущественная племенная конфедерация. В январе 563 года Иоанн Рогатин, новый наместник Византии, отказался от выплат и казнил вождя в январе 563 года. Новое восстание сыновей Куцины подавил уже Маркиан, племянник Юстина II.